# Marcello Siboni
Marcello Siboni (Cesena, 6 gennaio 1965) è un ex ciclista su strada italiano, professionista dal 1987 al 2002.

## Carriera
Fidato compagno di squadra di Marco Pantani, ne fu gregario negli anni della Mercatone Uno accompagnandolo al successo al Giro d'Italia 1998.
Fra i suoi risultati personali più significativi vanno menzionati il settimo posto al Giro di Lombardia 1989 ed il terzo posto al Giro dell'Emilia 1999; ai Campionati italiani fu sesto nell'edizione del 1987 e quarto in quella del 1990.

## Palmarès
- 1986 (Dilettanti)

Gran Premio Capodarco

## Piazzamenti
- Giro d'Italia

1988: 39º
1992: 52º
1993: ritirato (11ª tappa)
1995: 57º
1997: 26º
1998: 43º
2001: 84º
- Tour de France

1990: 75º
1995: 84º
1996: 65º
1997: 41º
2000: 46º

### Classiche monumento
- Milano-Sanremo

1987: 57º
1991: 129º
1995: 128º
2000: 58º
- Giro delle Fiandre

1998: ritirato
- Parigi-Roubaix

1997: ritirato
1998: ritirato
- Liegi-Bastogne-Liegi

1989: 83º
- Giro di Lombardia

1989: 7º
1999: 21º